# Mercedes Gallagher
Mercedes Alicia Gallagher Ortiz de Villate (Lima, 26 de marzo de 1883-1950), escritora y académica peruana.

## Biografía
Hija de Pedro Daniel Gallagher Robertson-Gibbs y de Mercedes Ortíz de Villate y Laurent, nació en Lima en 1883, recibió una educación privada. 
Su padre fue un empresario minero de gran influencia política y social. Fue Presidente del Club Nacional (1902-1905), Presidente de la Cámara de Comercio de Lima, Presidente del Banco Perú y Londres y Presidente del Jockey Club del Perú. Llegó también a pertenecer al Club de los 24. Fue tío del abogado y diplomático Manuel Gallagher Canaval. 
Casada con Jaime Bayly Caso (James Francis Bayly Caso), quien vivia a dos cuadras de su casa en Chorrillos, hijo de Francis Walter Bayly Wansey (ex-alcalde de Chorrillosde 1895 a 1898) y de Inés Mariana Caso García de Valdeavellano. Mercedes Gallagher tuvo dos hijos, Jaime Francisco de Asís Bayly Gallagher (padre del banquero Walter Bayly Llona y abuelo del escritor y periodista Jaime Bayly Letts) quien se casó en 1934 con María Lucía Adriana Llona Astete; y Mariana Teresa Mercedes Bayly Gallagher casada con Pedro Mujica Álvarez Calderón.
Luego de enviudar en 1911, se casó en segundas nupcias con el norteamericano Henry James Parks Wilson tuvieron dos hijos, Hugo Pedro Parks Gallagher, quien se casaría en primeras nupcias con Rosa Prado Garland, hija del presidente Manuel Prado y Ugarteche, en segundas nupcias con Leonor Angosto Blume; y Clara Beatriz Parks Gallagher casada con Enrique Canaval y Moreyra.
Fue presidenta de la Segunda Conferencia Panamericana de Mujeres celebrada en Lima en 1924 y vicepresidenta de la Sociedad Filarmónica de Lima de 1928 a 1930. 
Llegó a ser miembro de la Comisión de Cooperación Intelectual, de la Subcomisión para la enseñanza de los objetivos de la Sociedad de Naciones y presidente del Consejo Nacional de Mujeres de Perú.
Poseedora de una importante colección de tallas coloniales de piedra de Huamanga, escribió el primer estudio dedicado a la tradición escultórica conocida como "Talla de Huamanga" siendo pionera en la recuperación de ese arte popular.
 
Coleccionista de pintura peruana. Entre otras obras, fue una importante benefactora en la construcción del Templo Parroquial San Felipe Apóstol en el distrito de San Isidro, ciudad de Lima; de la Clínica Hogar de la Madre en Lima dedicada en su oportunidad a la atención de mujeres de escasos recursos económicos.
Recibió la Cruz Pro Ecclesia et Pontifice de la Iglesia católica y fue miembro de la Sociedad Peruana de Filosofía, de la Biblioteca Entre Nous, del Instituto Británico de Filosofía y de la Gesellschaft für Freie Philosophie de Darmstadt.
Falleció en 1950, una calle de Lima lleva su nombre.

## Obras
- Introducción a Keyserling, 1934.
- Problemas de la vida personal, junto al conde Hermann von Keyserling, 1934.
- Sombras en el camino, 1935.
- La realidad y el arte: Estudio de Estética Moderna, 1937.
- Escultura populares y costumbristas en piedra de Huamanga, 1942.
- A bird's eye view of Peruvian painting, 1944.[4]
- Mentira azul, 1948.[5]